# Иван Джамов
Иван (Ване) Джамов (Джемов, Джамо) е български революционер, деец на Вътрешната македоно-одринска революционна организация.

## Биография
Роден е през 1874/1875 година в щипското село Софилари, тогава в Османската империя, днес в Северна Македония. По професия е кафеджия. Присъединява се към ВМОРО и е четник в четата на Мише Развигоров. През Балканските войни е македоно-одрински опълченец в четите на Стоян Мишев, Георги Гочев, Иван Бърльо, 2 рота на 15 щипска дружина. Умира след 1918 г.